# 'Allo 'Allo!
'Allo 'Allo! è una sitcom televisiva britannica ideata da Jeremy Lloyd e David Croft, andata in onda sulla rete BBC1 dal 1982 al 1992 per nove stagioni.

## Descrizione
La serie si concentra sulla vita del proprietario di un bar francese durante l'amministrazione militare tedesca della Francia e quindi durante la seconda guerra mondiale.
Si distinse rispetto a molte altre sitcom dell'epoca per essere caratterizzata da una storia continua durante le varie stagioni (in questo più simili a una soap opera), richiedendo che il pubblico sapesse tutti i fatti accaduti precedentemente.
Con il passare degli anni la sitcom divenne un classico della televisione britannica e viene ricordata attraverso varie gag e battute famose (tra cui ad esempio quella del galante e donnaiolo generale italiano Alberto Bertorelli, interpretato da Gavin Richards, che ad ogni errore che gli si faceva notare pronunciava la frase "What a mistake-a to make-a!").